# Катана (Туніс)
Катана (араб. كتانة) — село в Тунісі. Входить до складу вілаєту Габес. Знаходиться між містами Габес та Меденін. Село відоме вирощуванням гранатів.
| Туніс | Це незавершена стаття з географії Тунісу. Ви можете допомогти проєкту, виправивши або дописавши її. |